# Oblongocollomyces
Oblongocollomyces is een monotypisch geslacht van schimmels behorend tot de familie Botryosphaeriaceae. De bevat alleen Oblongocollomyces variabilis .